# Neptunij
Neptunij je kemični element, ki ima v periodnem sistemu simbol Np in atomsko število 93.